# Klüssendorf (Unternehmen)

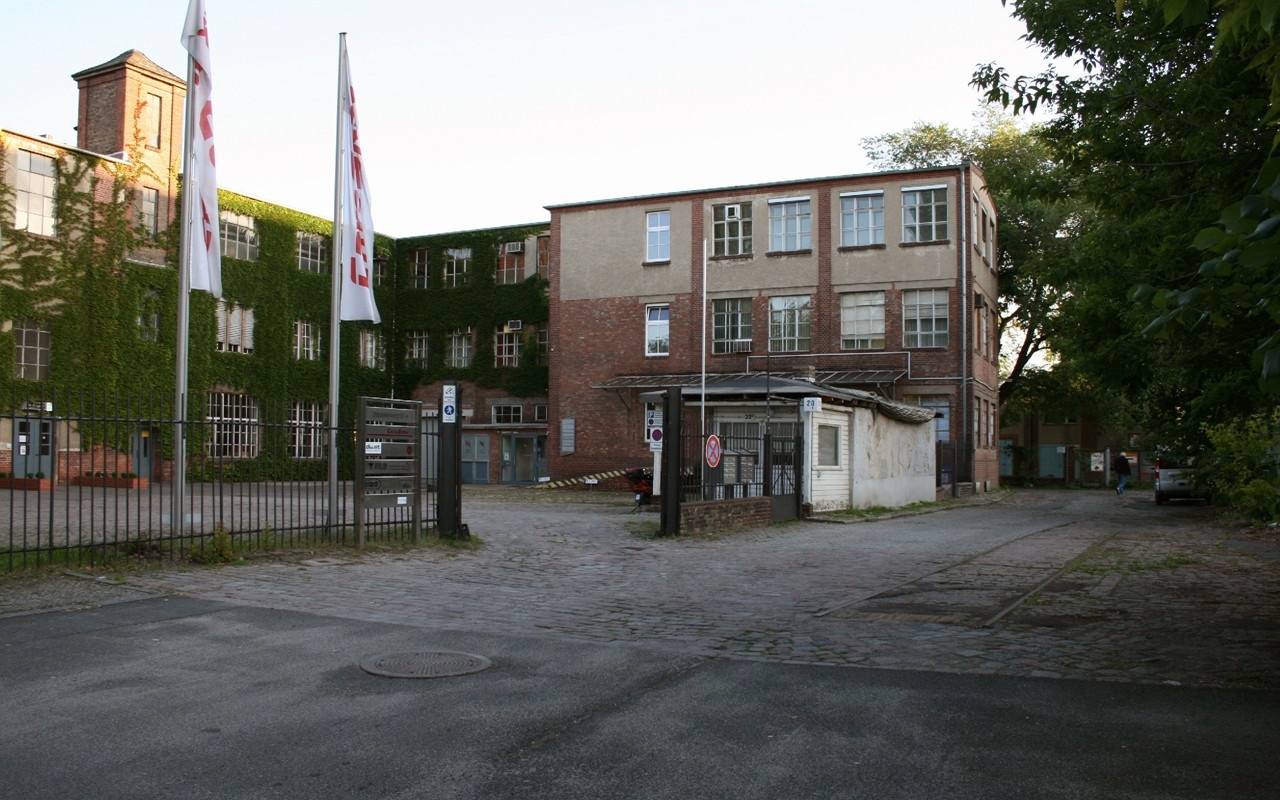
Gebäude Zitadellenweg 20E in Berlin-Haselhorst

Klüssendorf war ein deutscher Hersteller von Automaten mit Sitz in Berlin. Vorwiegend wurden Stempelmaschinen, Briefmarkenautomaten und Fahrkartenentwerter produziert.

## Geschichte
Das Unternehmen wurde 1913 von Heinrich H. Klüssendorf gegründet, der zuvor Betriebsleiter bei der Deutschen Post- und Eisenbahn-Verkehrswesen-AG (Dapag) war. Auf Grundlage der von der Dapag produzierten Stempelmaschine des Typs Universal entwickelte Klüssendorf eine eigene, in vielen Details verbesserte Stempelmaschine unter der Bezeichnung Standard. Diese löste ab 1925 die Universal-Maschinen bei der Reichspost ab und war noch bis in die 1960er Jahre in Verwendung. Ende der 1920er Jahre wurden die ersten Briefmarken- und Postkartenautomaten produziert.
Ab Mitte der 1930er Jahre war Klüssendorf auch als Rüstungsbetrieb tätig und lieferte Teile für die Herstellung automatischer Waffen. Während des Zweiten Weltkriegs wurden zudem die Junkers Flugzeug- und Motorenwerke beliefert. Dabei setzte das Unternehmen auch Zwangsarbeiter ein.
Nach dem Krieg blieb Klüssendorf für die Deutsche Bundespost weiterhin jahrzehntelang Ansprechpartner und Entwickler zahlreicher elektronischer und mechanischer Geräte, so z. B. des ersten deutschen Münzwertzeichendruckers Klüssendorf 631, der 1980 vorgestellt wurde.
Im Februar 1995 meldete das Unternehmen, das damals 158 Mitarbeiter beschäftigte, Insolvenz an, konnte nach einer Restrukturierung aber weitergeführt werden. Anfang 2001 wurde Klüssendorf vom Mitbewerber Nagler übernommen und die Produktion ins oberpfälzische Luhe-Wildenau verlagert. Bereits kurz darauf wurde Nagler zahlungsunfähig und in Teilen verkauft. Die Sparte der Fahrkartenentwerter wurde im Oktober 2001 in das neu gegründete Unternehmen Automatentechnik Baumann (ATB) überführt, das diese Geräte weiterhin auf Basis der Klüssendorf-Modelle in Luhe-Wildenau produziert.
Im Bereich der öffentlichen Verkehrsmittel sind heute noch zahlreiche originale Klüssendorf-Entwerter zu finden. Einige Objekte aus dem Hause Klüssendorf sind Bestandteil der Sammlung der Museumsstiftung Post und Telekommunikation.

## Unternehmenssitz
Das Unternehmen war von Anfang der 1940er Jahre bis zur Schließung des Betriebs im Jahre 2001 im Berliner Stadtteil Haselhorst im Gebäude der ehemaligen Gewehrfabrik, Zitadellenweg 20E, ansässig.

## Bilder

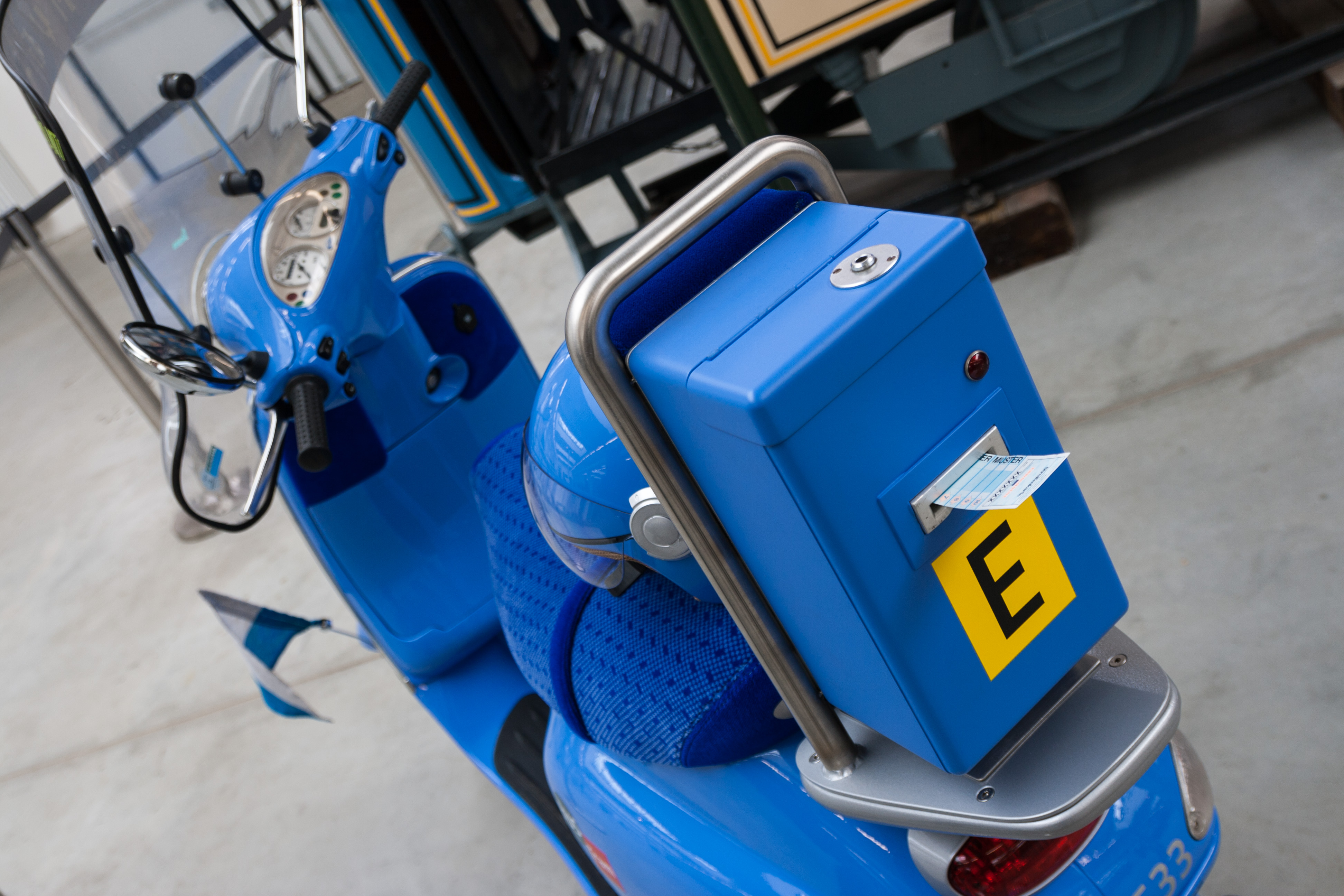
Fahrkartenentwerter des Typs Klüssendorf 455
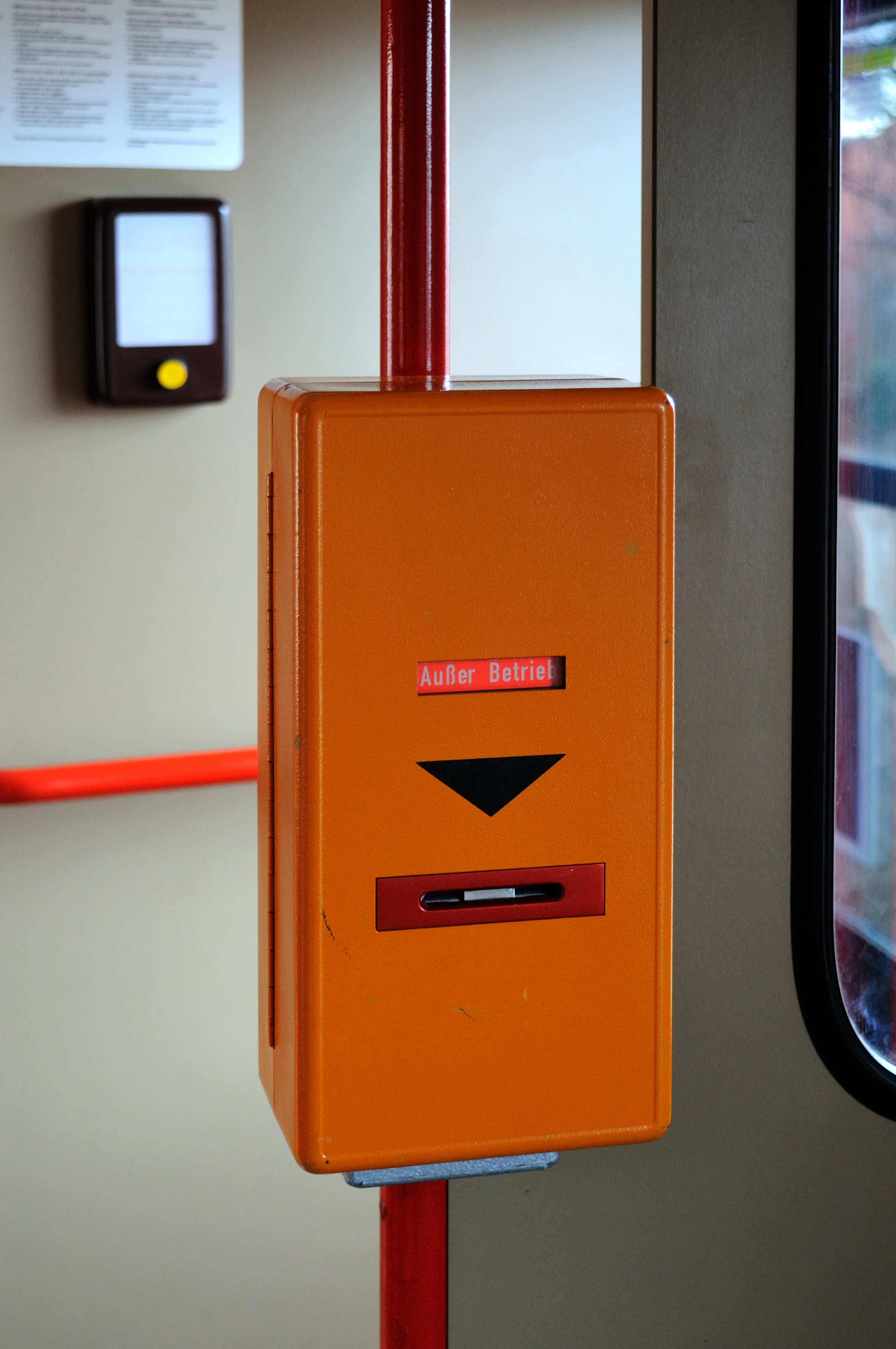
Fahrkartenentwerter der Klüssendorf 800er Serie
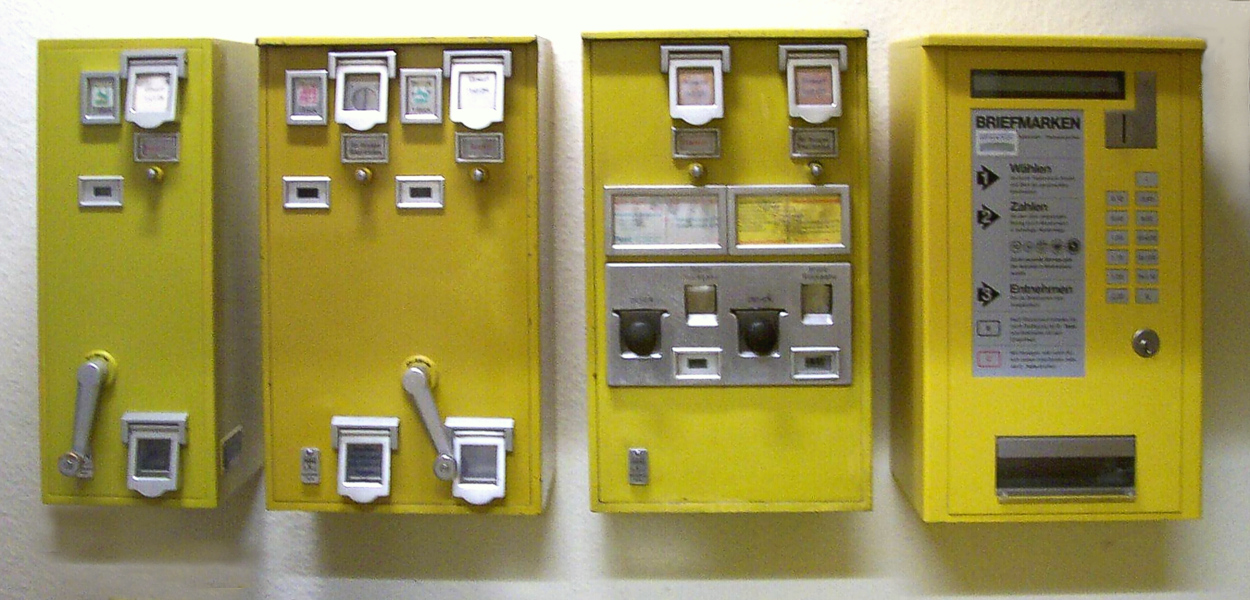
Briefmarkenautomaten von Klüssendorf (1. bis 3. von links) und Nagler (rechts)
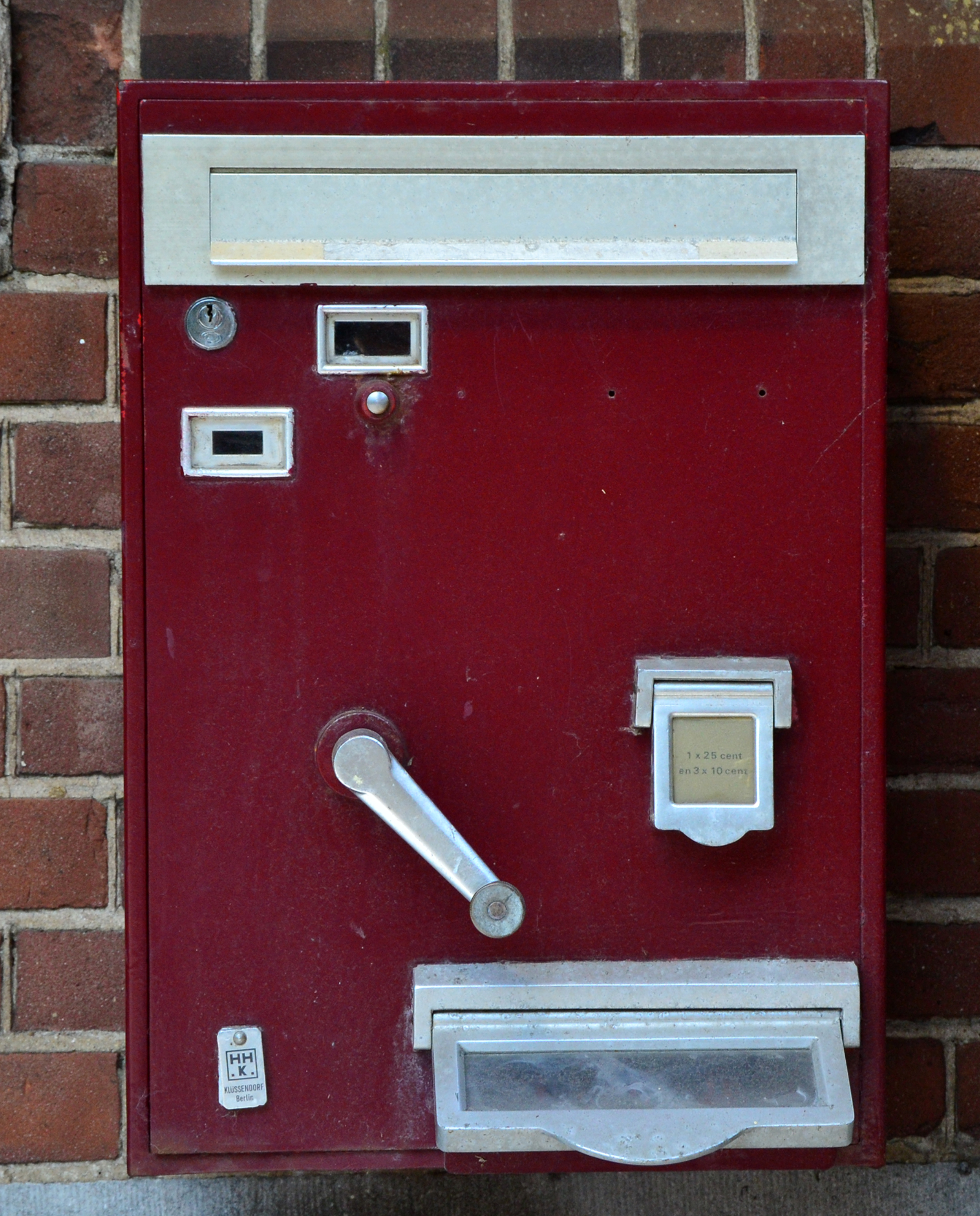
Klüssendorf-Briefmarkenautomat, der zu einem Briefkasten umfunktioniert wurde
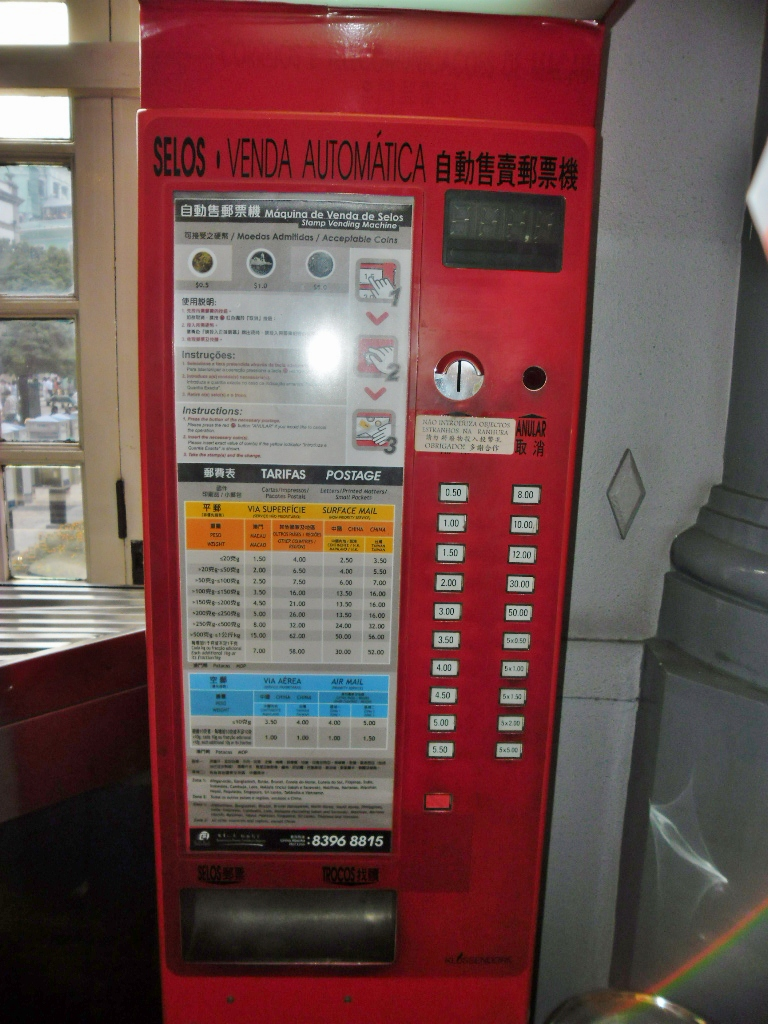
Briefmarkenautomat Klüssendorf 631 in Macau